# В палаючій пітьмі
«В палаючій пітьмі» (ісп. En la ardiente oscuridad) — драма на одну дію іспанського драматурга Антоніо Буеро Вальєхо.

## Історія створення
П'єсою «В палаючій пітьмі» Антоніо Буеро Вальєхо дебютував 1946 року як драматург. На написання першого варіанту він витратив тиждень. Згодом, автор вніс ряд правок.
Прем'єра відбулась 1 грудня 1950 року у Національному театрі «Марія Герреро» (м. Мадрид).

## Екранізації
- Фільм «В палаючій темряві[en]» (ісп. En la ardiente oscuridad) (Аргентина, реж. Антоніо Буеро Вальєхо, 1958)

## П'єса в Україні
П'єсу українською переклав Сергій Борщевський 1993 року.
Перша поява на сцені відбулася 29 березня 2008 року – постановка Станіслава Мойсеєва у Київському академічному молодому театрі.
У постановці Олексія Лісовця п'єса з'явилася на сцені Національного академічного драматичного театру ім. Лесі Українки – прем'єру зіграли 9 липня 2024 року